# 特蘭西特鎮區 (明尼蘇達州錫布利縣)
特蘭西特鎮區（英語：Transit Township）是位於美國明尼蘇達州錫布利縣的一個行政鎮區。

## 地方資料
特蘭西特鎮區的面積為92.27平方千米，當中陸地面積為90.66平方千米，而水域面積為1.60平方千米。根據2020年美國人口普查的數據，當地共有人口250人，而人口密度為每平方千米2.71人。